# Haus Heinze-Manke
Das Haus Heinze-Manke ist ein von 1984 bis 1988 errichtetes Doppelhaus des Architekten Heinz Bienefeld in Köln-Rodenkirchen.

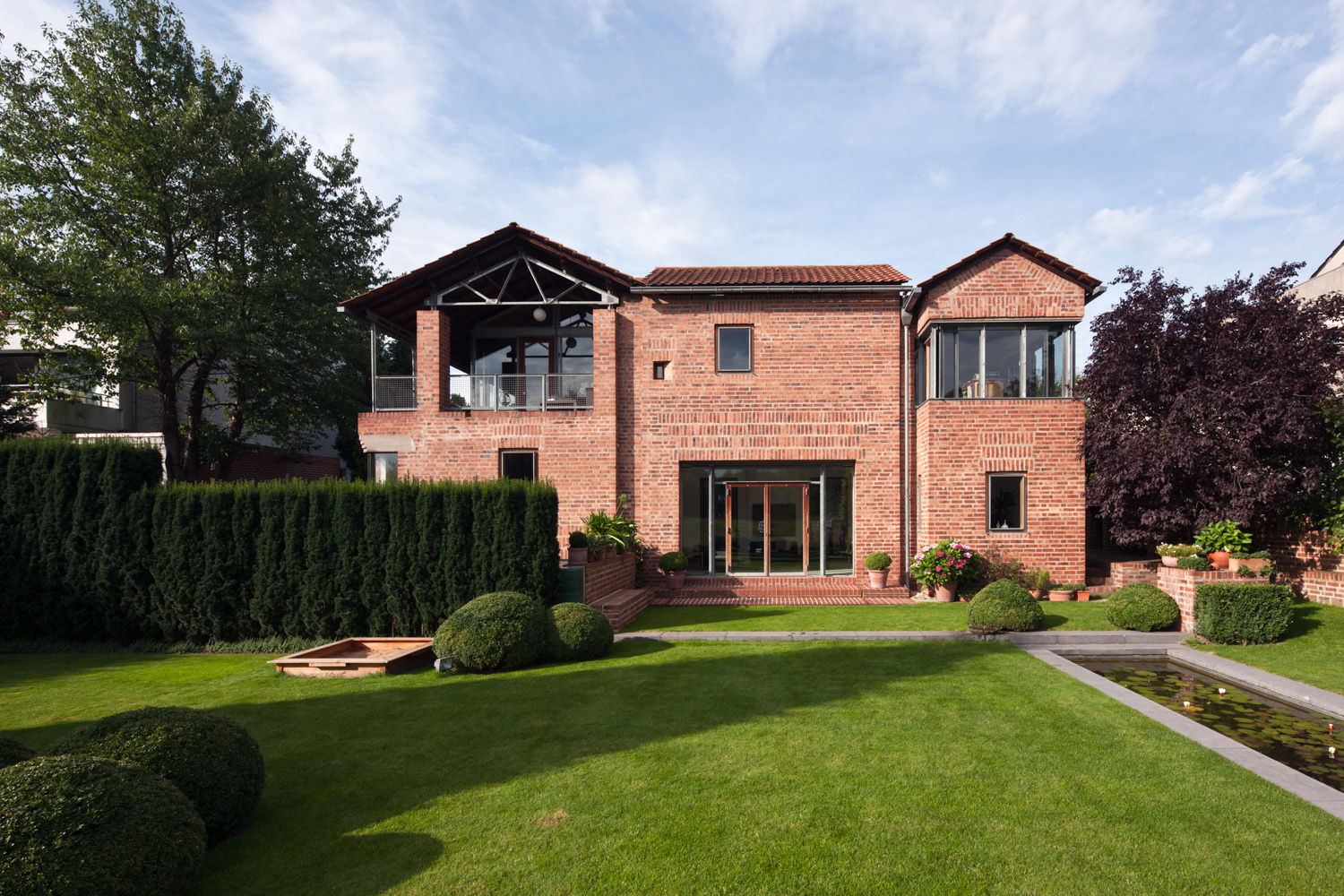
Haus Heinze-Manke, Gartenseite

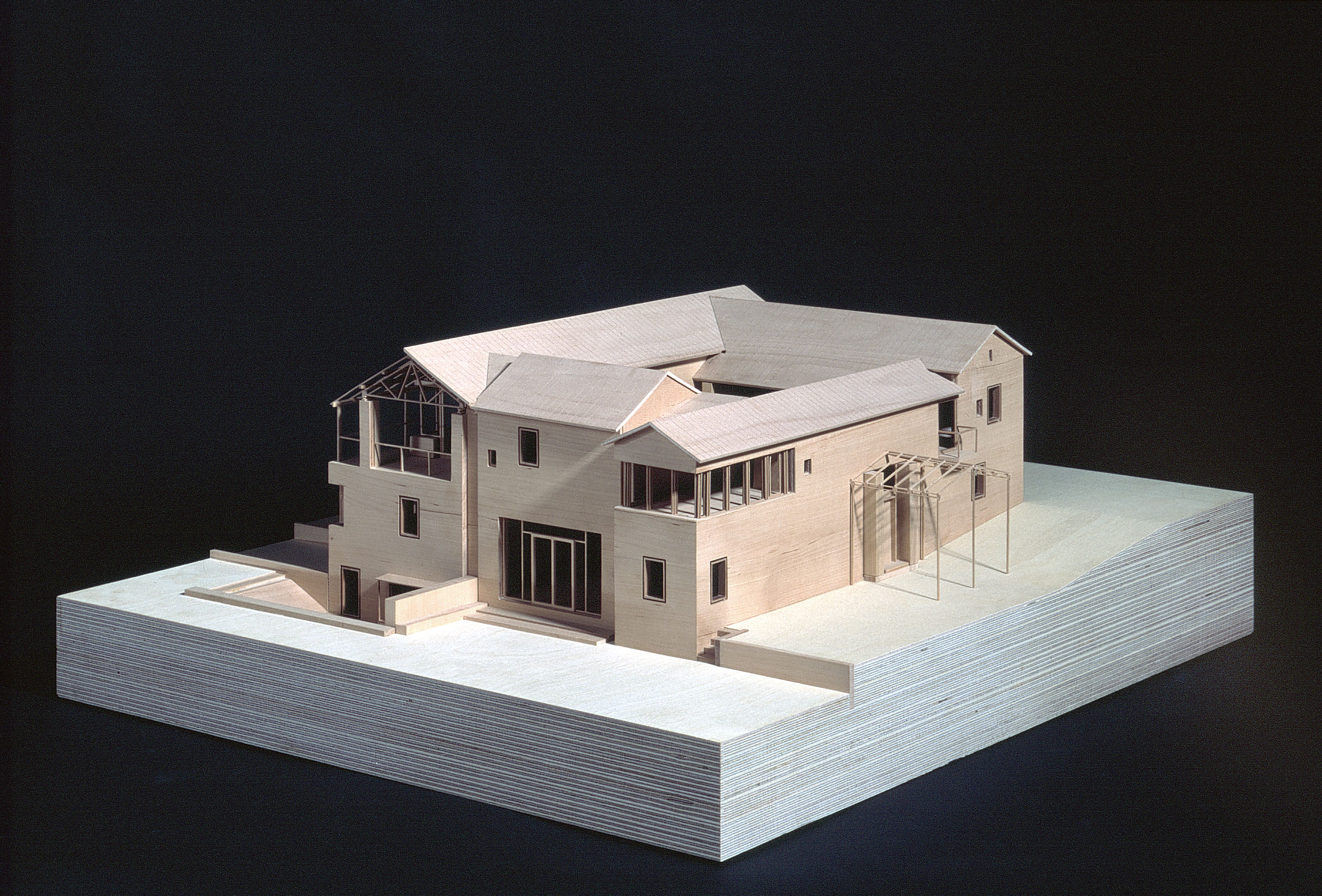
Haus Heinze-Manke, Modell

## Lage
Nahe zwei weiteren Bienefeld-Häusern, Haus Pahde (1972) und Haus Stupp (1978), grenzt das Haus auf der Gartenseite an die Aue des Weißer Rheinbogens. Am seitlich gelegenen Haupteingang zum Haus lässt sich das Gefälle ablesen. Rund 1000 m² Grundstücksfläche verteilen sich auf die Häuser des Ehepaars Heinze (692 m²) und Michael Manke (342 m²). Struktur und Materialien des Gebäudes zitieren den römischen Ursprung Kölns.

## Baukörper

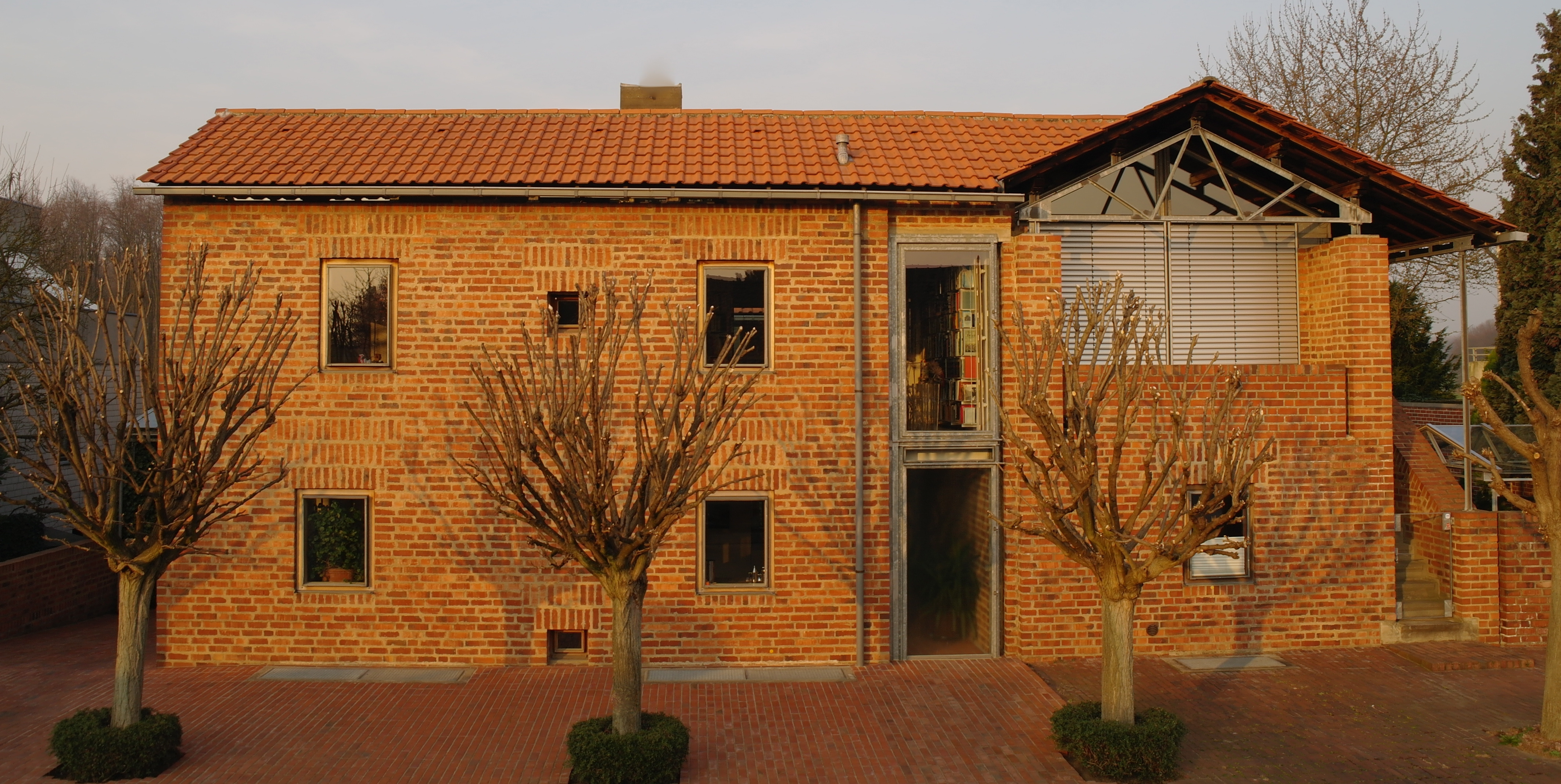
Haus Heinze-Manke, Straßenseite

Das Doppelhaus misst 15,4 × 19,4 Meter und hat rund 400 m² Wohnfläche. Es ist um ein rund 50 m² großes Atrium gebaut.

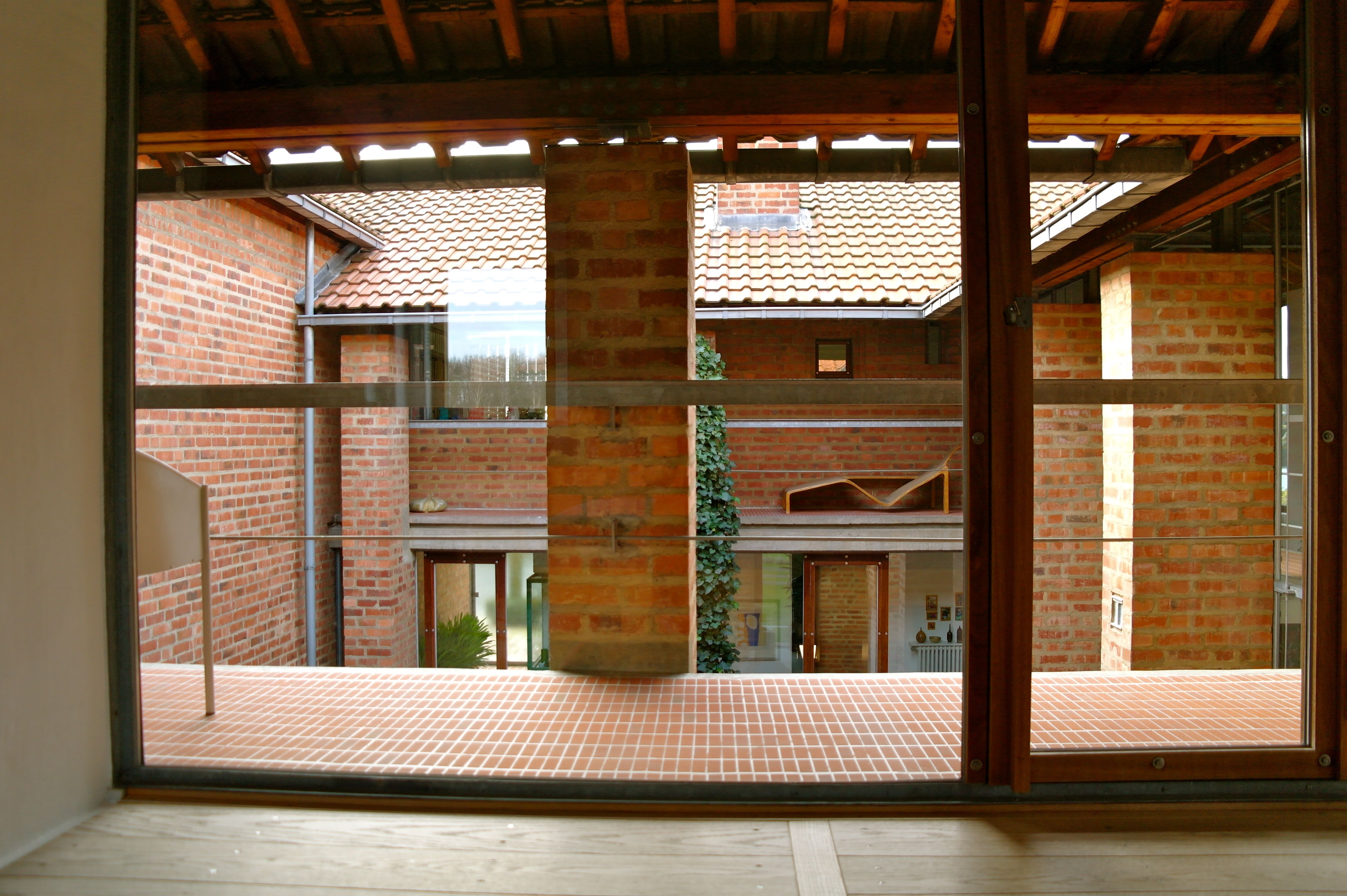
Haus Heinze. Hof, Obergeschoss

In Haus Heinze besteht die „ordnende Mitte“ aus den zweigeschossigen Längsdielen und dem Innenhof. Das Haus Heinze ist eher introvertiert, das Haus Manke öffnet sich hingegen durch eine Glasfront an der Längsseite.

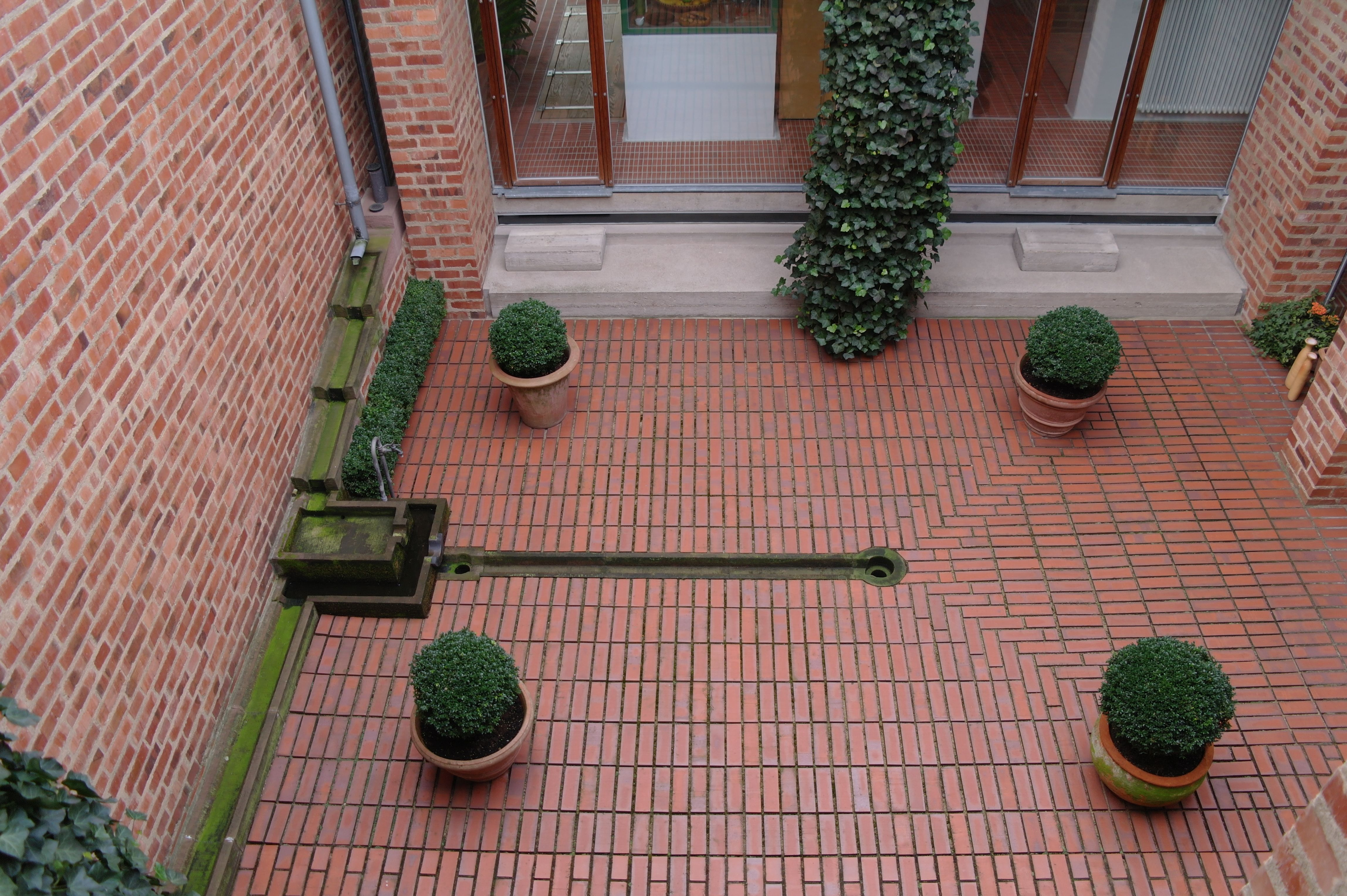
Haus Heinze. Atrium

„Links flankiert ein äußerst unruhig gehaltener Baukörper mit asymmetrischer Gliederung und einer offenen unfertig wirkenden metallenen Giebelkonstruktion, während rechts das genaue Gegenteil das Haus abschließt… Die Assoziation mit einem Tempel wird nicht nur durch das Giebelfeld (Tympanon) evoziert…“, so Gert Ressel.

## Materialien / Oberflächen
Schlichte Materialien prägen das Haus. Die Ziegelsteine waren wegen der unregelmäßigen Formen und Farben nur für die Verwendung im Tiefbau empfohlen. Verzinkter Stahl, Glas, Kalkputz im Inneren, unbehandeltes Holz werden außen und innen verwendet. Im Haus Heinze kommen Messing-, Mosaik- und Marmorarbeiten hinzu.
Der dünne Kalkputz zeigt die Unebenheiten der Ziegelmauern. "Entwurf und Materialwahl enden bei Bienefeld nicht bei dem Offensichtlichen, sondern sie sind auch dann von Bedeutung, wenn das Bauteil (fast) unsichtbar ist. Die Gestaltung seiner Gebäude ist durchdringend - kein Teil ist weniger wichtig oder weniger beständig als ein anderes."

## Architekt
Heinz Bienefeld bezeichneten Architekturkritiker schon zu Lebzeiten als „Großen Architekten“, wenngleich der große Ruhm den Architekten mit seinem überschaubaren Werk erst nach seinem Tod 1995 erreichte. Seit dem erstmals posthum (1996) verliehenen Großen Preis des Bund Deutscher Architekten würdigten ihn Ausstellungen und Veröffentlichungen, bis zur japanischen Monographie in „a+u“  im September 2019 und einer Ausstellung im DAM (Deutsches Architekturmuseum) 2021.
Mit enormem Aufwand widmete er sich der Planung des Hauses Heinze-Manke, was mehr als tausend Zeichnungen belegen.

## Details

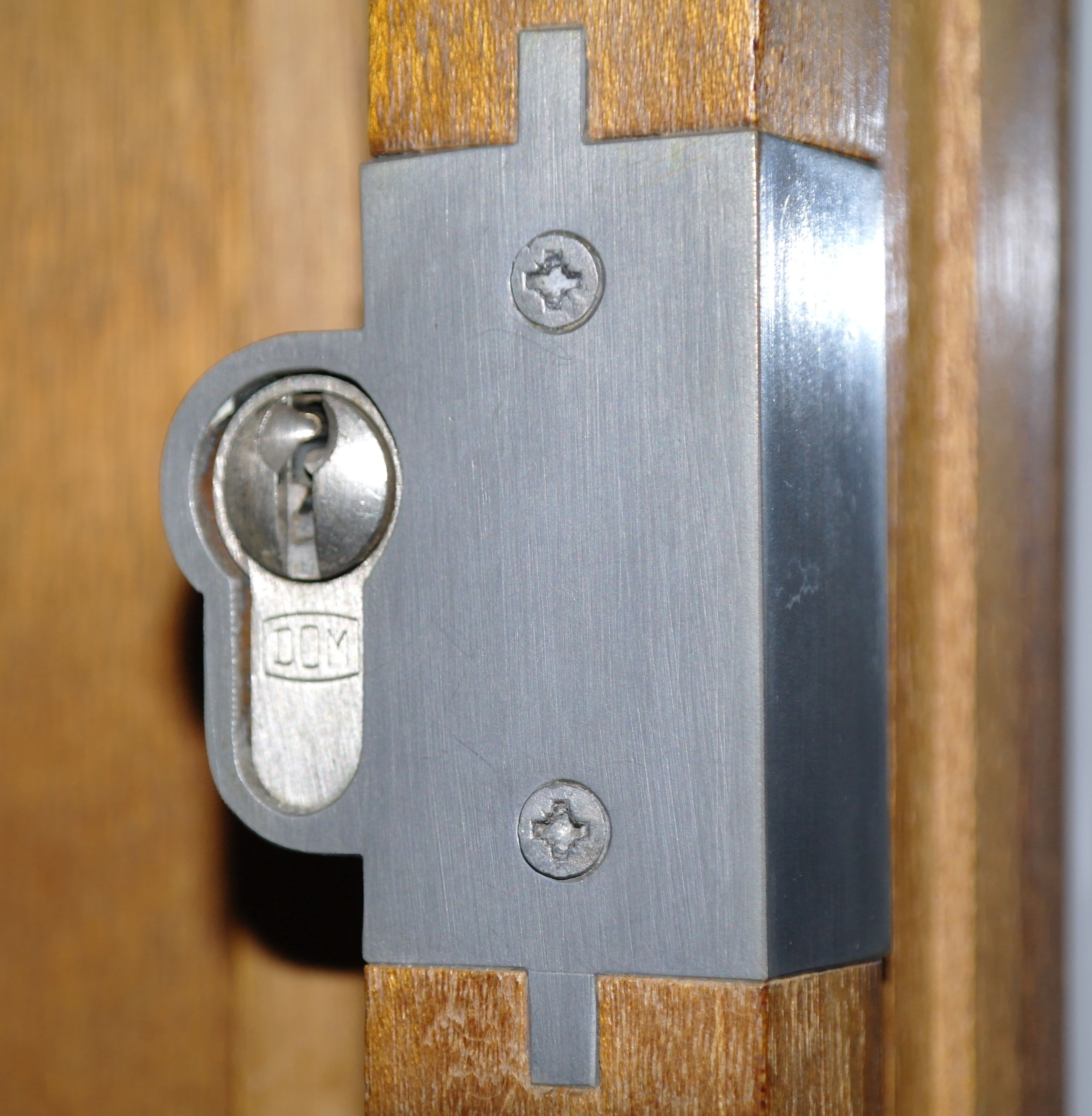
Haus Heinze. Einbindung Türschloss-Zylinder. Messing, verzinnt

Die Gestaltung vielfältiger Details ist wesentlicher Teil von Bienefelds Architektur. Besonders deutlich wird es in Haus Heinze, für das Türen (innen wie außen), Fenster, Schränke, Regale, Schreibtisch, Bäder, Lampen, Mosaiken, Handtuchhalter, Türgriffe etc. entworfen wurden. Leichte Bücherregale aus weiß lackiertem Stahl folgen den Rundungen einer Wendeltreppe und einer Dusche, um sie zu akzentuieren. Schattenfugen schaffen Konturen, auf Türschlösser wird durch verzinnte Messingblenden hingewiesen. Betondecken erreichen durch minimale Treppung eine Gewölbe-Anmutung.

## Ausstellungen
- Die Architektur von Heinz Bienefeld. Deutsches Architektur-Museum, Frankfurt/M. 1999 und weitere Städte
- Neue Deutsche Architektur. Eine Reflexive Moderne. Berlin 2002, Martin-Gropius-Bau und internationale Städte. Schirmherrschaft Bundeskanzler Gerhard Schröder.
- Zwei deutsche Architekturen 1949–1989. Kunsthaus Hamburg 2004 und internationale Städte. Institut für Auslandsbeziehungen Stuttgart
- Heinz Bienefeld. Zeichnungen aus dem Nachlass. Schätze aus dem Archiv 6. Deutsches Architektur-Museum DAM, Frankfurt am Main 2016.[9]
- Antike radikal: Häuser und Kirchen von Heinz Bienefeld. Deutsches Architektur-Museum DAM, Frankfurt am Main 2021, ISBN 978-3939114093.